# 泰根 (蒙大拿州)
泰根（英語：Teigen）是位於美國蒙大拿州石油縣的非建制地區。

## 歷史
泰根的郵局於1914年設立，其後於2003年停運。

## 地理
泰根所處的海拔為高於海平面973米（即3192英呎），而該地所採用的時區為UTC-6，即北美山地時區（MST）。同時該地設有夏令時間，為UTC-7調快一小時，即UTC-6（MDT）。